# Distrito de Huasahuasi
El distrito de Huasahuasi es uno de los nueve que conforman la provincia de Tarma, ubicada en el departamento de Junín en la sierra central del Perú. Limita por el Este con la provincia de Chanchamayo; por el Oeste con los distritos de Palcamayo y San Pedro de Cajas; por el Norte con el distrito de San Pedro de Cajas y la provincia de Junín; y, por el Sur con los distritos de Acobamba y Palca.
Dentro de la división eclesiástica de la Iglesia Católica del Perú, pertenece a la Diócesis de Tarma

## Toponimia
El nombre de Huasahuasi (voz quechua) quiere decir La casa de atrás, también se sostiene que viene de casa de vigía. Sus hombres son fuertes y con gran resistencia a las alturas.

#### Hipocorístico
Los huasahuasinos tienen varios apelativos pero el más usado es Shulay uma.

## Historia

### Preincaica
Durante la época preincaica, en el lugar, existía una laguna y en las alturas de los cerros Purunmarca, Pardomicuna y Huanchán habitaban naciones, que fueron dominadas por los incas. 

### Periodo colonial
Cuando llegaron los realistas en la época de la conquista, se establecieron en la hoyada (laguna que se había secado) fundando el pueblo de Huasahuasi. Cuentan que en la época del virreinato, la papa huasahuasina era muy solicitada en la capital, siendo trasladado a ella con llamas (las papas amarillas eran las preferidas).

### Periodo de independencia
Huasahuasi antes de ser distrito fue anexo de Junín, Palcamayo y Acobamba, hasta el 2 de enero de 1857, es creado el distrito de Huasahuasi, siendo ratificado el 28 de noviembre de 1912 por D.L. 1674, en el gobierno del Presidente Guillermo Billinghurst Angulo.

## Geografía

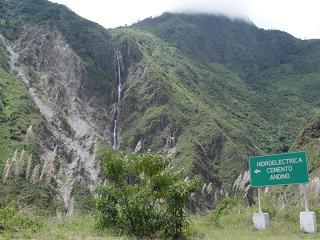
Catarata Huascapaccha frente a Carpapata

Ubicado a 2 754 m s. n. m. a 48 km de la ciudad de Tarma, con 925,08 km²

### Ubicación geográfica
| Noroeste: Distrito de San Pedro de Cajas                      | Norte: Distrito de San Pedro de Cajas / Provincia de Junín / Provincia de Pasco / Provincia de Chanchamayo | Nordeste: Provincia de Chanchamayo                    |
| Oeste: Distrito de San Pedro de Cajas / Distrito de Palcamayo | | Este: Provincia de Chanchamayo                        |
| Suroeste: Distrito de Palcamayo / Distrito de Acobamba        | Sur: Distrito de Palcamayo / Distrito de Acobamba / Distrito de Palca                                      | Sureste: Distrito de Palca / Provincia de Chanchamayo |

### Biogeografía
La tierra húmeda favorece a la producción de los tubérculos, que alcanza al 95% la siembra de la papa y el otro porcentaje a derivados y hortalizas. En cuanto a la ganadería, cuenta con haciendas ganaderas (ganado vacuno, ovino, caprino y caballar). Huasahuasi es conocido a nivel nacional como el primer productor de semilla de papa. También hay plantaciones de pino y hay una explotación minera. El distrito alberga al Santuario Nacional Pampa Hermosa en la zona Yunga.

## Población y división administrativa
Cuenta con una población de 15 373 habitantes.
El distrito de Huasahuasi en 1912 fue creado con siete comunidades campesinas, a las cuales anexos y caseríos pertenecen hasta la actualidad, aunque con la separación de Chanchamayo de Tarma a mediados del siglo veinte esas comunidades quedaron una de otra, como las comunidades de palca, Huasahuasi, etc. se encuentran en ambos territorios. A finales del siglo veinte se conforma el nuevo núcleo de población en el territorio peruano y Huasahuasi actualmente está conformado por dos centros poblados San Juan de la Libertad  y Chiras y 30 caseríos.
| N.º                    | Nombre                     |
| Centros Poblados       | Centros Poblados           |
| ---------------------- | -------------------------- |
| 1                      | San Juan                   |
| 2                      | Chiras                     |
| Comunidades campesinas |                            |
| 1                      | Huasahuasi                 |
| 2                      | Chuquisyunca               |
| 3                      | San Juan de la Libertad    |
| 4                      | Cachiyacu                  |
| 5                      | Tambo                      |
| 6                      | La Unión                   |
| 7                      | Casca                      |
| Caseríos               |                            |
| 1                      | Vista Alegre               |
| 2                      | Pongo                      |
| 3                      | Caritá                     |
| 4                      | Hulacsha                   |
| 5                      | Cayán                      |
| 6                      | Santa Clara                |
| 7                      | Ogobamba                   |
| 8                      | Chuluscancha               |
| 9                      | Tiambra                    |
| 10                     | Villa Visca                |
| 11                     | Chiras                     |
| 12                     | Punray                     |
| 13                     | Cumutay                    |
| 14                     | Llanco                     |
| 15                     | Cachiyacu                  |
| 16                     | San Isidro de Huacuas      |
| 17                     | San Andrés de Cotosh       |
| 18                     | Santa Rosa de Casca        |
| 19                     | San Antonio                |
| 20                     | San Pedro de Churco        |
| 21                     | Acshuchacra                |
| 22                     | Rayampampa                 |
| 23                     | San Martín                 |
| 24                     | Chuquisyunca               |
| 25                     | San Pedro de Tambo         |
| 26                     | Ricomonte                  |
| 27                     | Dos de mayo de Higos       |
| 28                     | San Lorenzo de Ninabamba   |
| 29                     | Magdalena Alto Buena Vista |
| 30                     | San Miguel de Putaca       |

## Autoridades

### Municipales
En las Elecciones regionales y municipales de Perú de 2022 llevado a cabo el pasado 2 de octubre en el distrito de Huasahuasi salió elegido el alcalde electo el Sr Freddy Capcha Rojas del partido político Perú Libre para el periodo 2023/26.
El periodo del alcalde como gobernador municipal es de cuatro años.
| Alcaldes de Huasahuasi | Alcaldes de Huasahuasi     |                                                                                      |
| Periodo                | Alcalde                    | Regidores                                                                            |
| ---------------------- | -------------------------- | ------------------------------------------------------------------------------------ |
| 2023 - 2026            | Freddy Capcha (Perú Libre) | 1. Mirtha Rojas 2. Wálter Medrano 3. Bertha Chagua 4. Miguel Hinostroza 5. Ivet Meza |
| Anteriores alcaldes    |                            |                                                                                      |
| 2019 - 2022            | Edgard Capcha              |                                                                                      |
| 2015 - 2018            | Carlos Leonardo            |                                                                                      |
| 2011 - 2014            | Carlos Llanos              |                                                                                      |
| 2007 - 2010            | Edgard Capcha              |                                                                                      |

### Policialesh
| Comisaría de Huasahuasi                                        | Comisaría de Huasahuasi                                        | Comisaría de Huasahuasi                                        |       |
| Dirección                                                      | Teléfono                                                       | Unos inservibles                                               |       |
| -------------------------------------------------------------- | -------------------------------------------------------------- | -------------------------------------------------------------- | ----- |
| Av. San Juan (frente al parque agricultor)                     | 957809186                                                      | 24 hs                                                          |       |
| Comisario                                                      |                                                                |                                                                |       |
| PNP.: TENIENTE PNP ALFRED DOUGLAS CRESPO ARAGON - PERIODO 2024 | PNP.: TENIENTE PNP ALFRED DOUGLAS CRESPO ARAGON - PERIODO 2024 | PNP.: TENIENTE PNP ALFRED DOUGLAS CRESPO ARAGON - PERIODO 2024 | 24 hs |

### Religiosas
- Diócesis de Tarma[10]
  - Obispo: Mons. Richard Daniel Alarcón Urrutia (2001-2014).
  - Administrador Diocesano de Tarma: Pbro. Felipe Ochante Lozano, OFM
- Parroquia San Juan Bautista 
  - Párroco: Preb.  .

## Cultura

### Festividades
- Aniversario de Huasahuasi: Cada 28 de noviembre. Con previo izamiento de bandera en todos los lugares, se organiza la fiesta con comidas típicas de Huadahuasi, concursos, desfiles y campeonatos.
- "Acshu Fiesta":[11] También conocido como festival de la papa, donde se exponen todas las variedades de papa, se realiza premios y exposición de platos típicos realizados a base de papa.
- Festival San Juan Bautista, patrón de Huasahuasi, festejado el día 24 de junio por los fieles católicos.[12] En su fiesta patronal, en forma tradicional nombran un mayordomo quien se hace cargo de la organización de la fiesta, misa contrato de la orquesta o banda.
- Tantawawa: panes hecho a base de papa.
- Taitasanti o Santiago huasahuasino
- Festival de folklore

### Arqueología
Cuenta con centros arqueológicas en Huanchan, Pardomicuna, Pusunmarca, Chupas, Chinachina, Cayan, etc.

### Sitios de interés
- Paso Yolanda: el cañón lleva el nombre de una dama, Yolanda lo llamaron al callejón porque al momento en que se trazaba Yolanda fue la primera en pasar en dirección a Huasahuasi.
- Catarata Ruracmapaccha, Kapchisqapaccha, más conocido como catarata Velo de Yolanda
- Catarata Huascapaccha

Lagos
El distrito de Huasahuasi posee 123 lagunas y los principales son:
- Laguna Mamancocha
- Laguna Raupicocha
- Laguna Manarimarina

Ríos
- Río Tarma
- Río Huasahuasi
- Río Huallpac o Taulish
- Río Guenua
- Río Huacuas

### Educación
Los principales centros educativos de Huasahuasi son:
| Instituciones Educativas de Huasahuasi | Instituciones Educativas de Huasahuasi    | Instituciones Educativas de Huasahuasi |
| N.º                                    | Colegio                                   | Lugar                                  |
| -------------------------------------- | ----------------------------------------- | -------------------------------------- |
| 1                                      | IE San Juan (Emblemático)                 | Huasahuasi                             |
| 2                                      | Sor Irene Therese McComarck (Emblemática) | Huasahuasi                             |
| 3                                      | San Martín de Porras (Emblemático)        | Huasahuasi                             |
| 4                                      | Alfonso Ugarte Vernal                     | Chiras                                 |
| 5                                      | IE Tiambra                                | Tiambra                                |

### Centros culturales
- Biblioteca Municipal de Huasahuasi
- Centro cultural de Huasahuasi

### Gastronomía

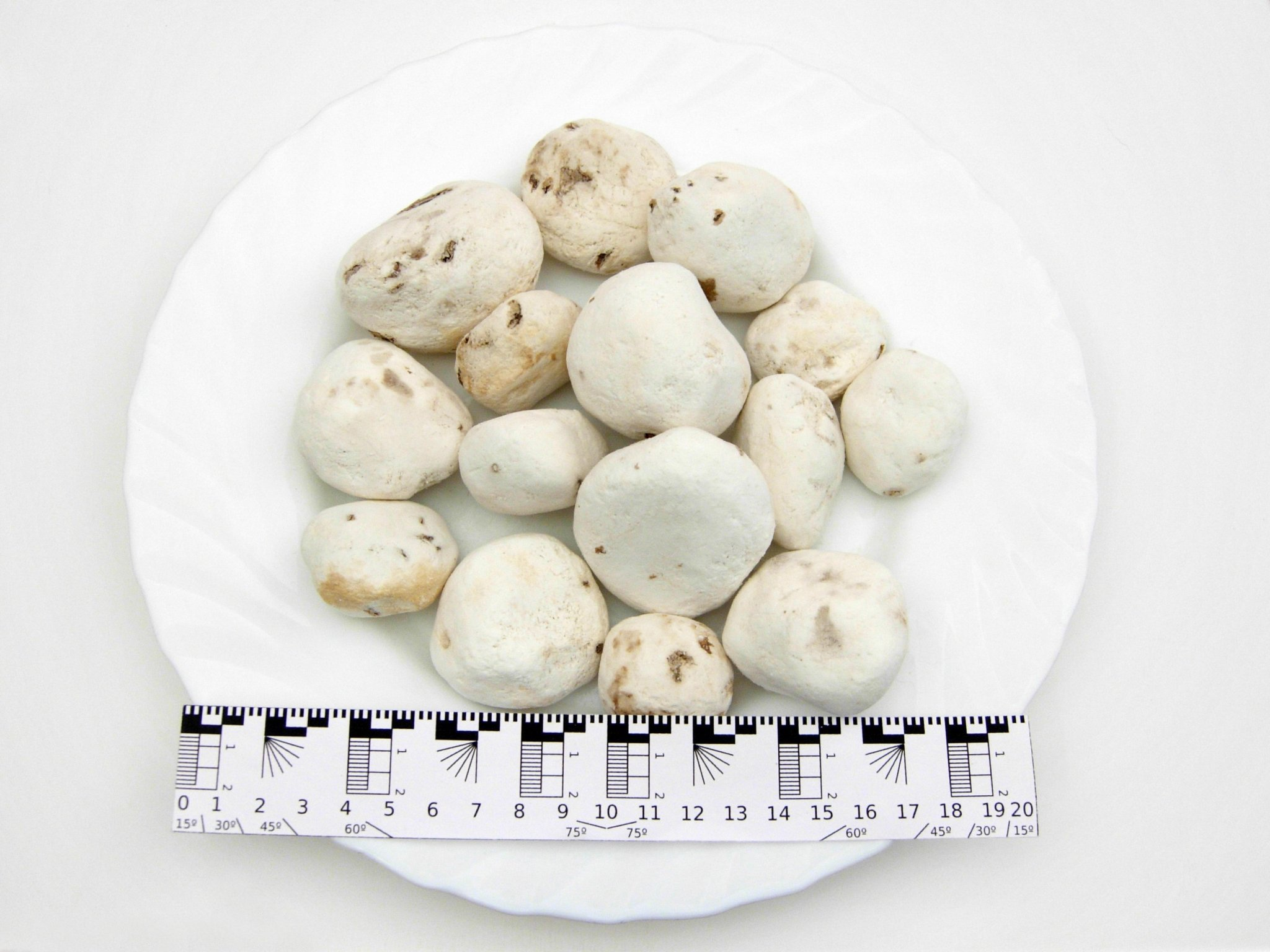
Chuño

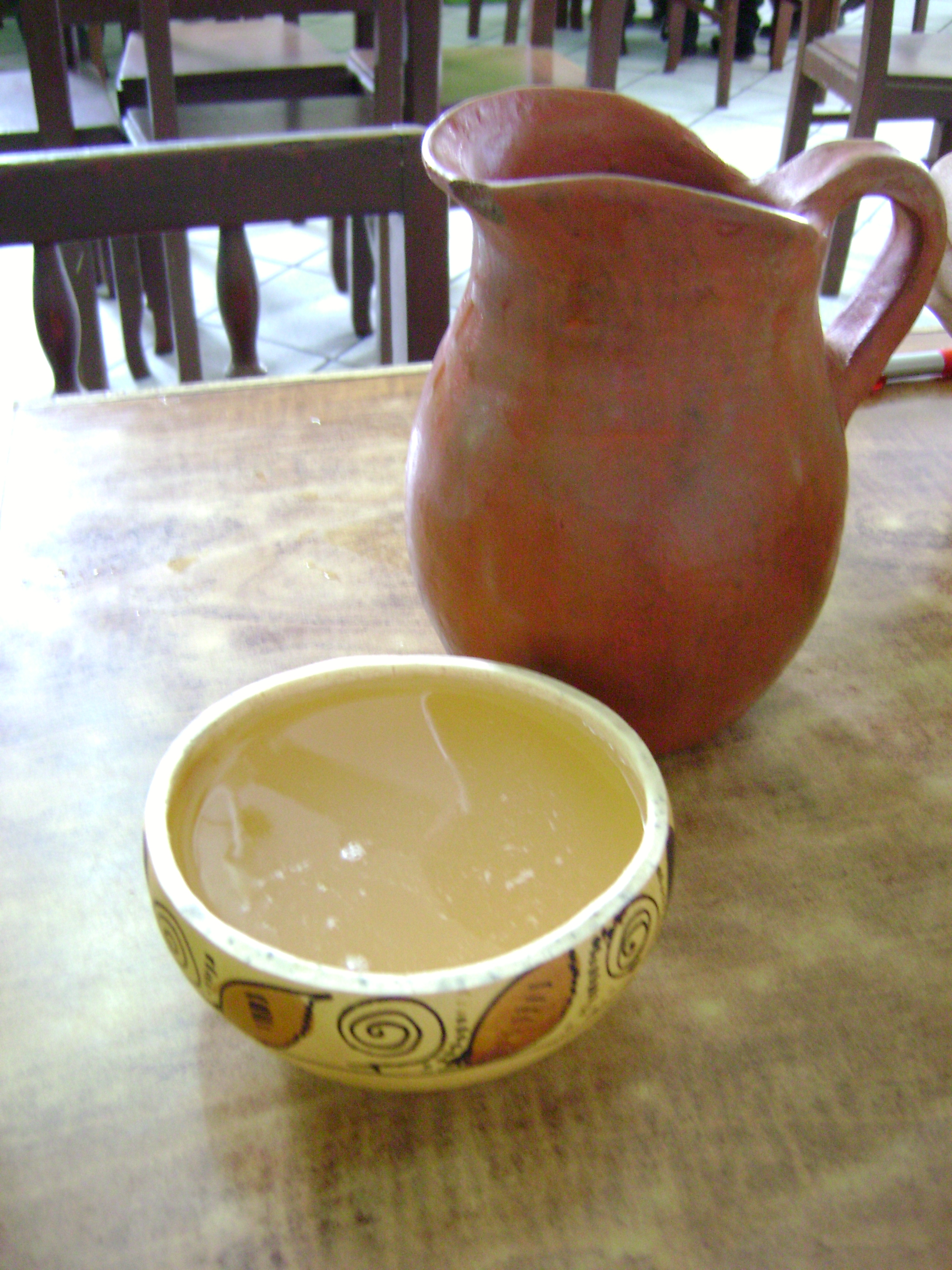
Chicha de jora

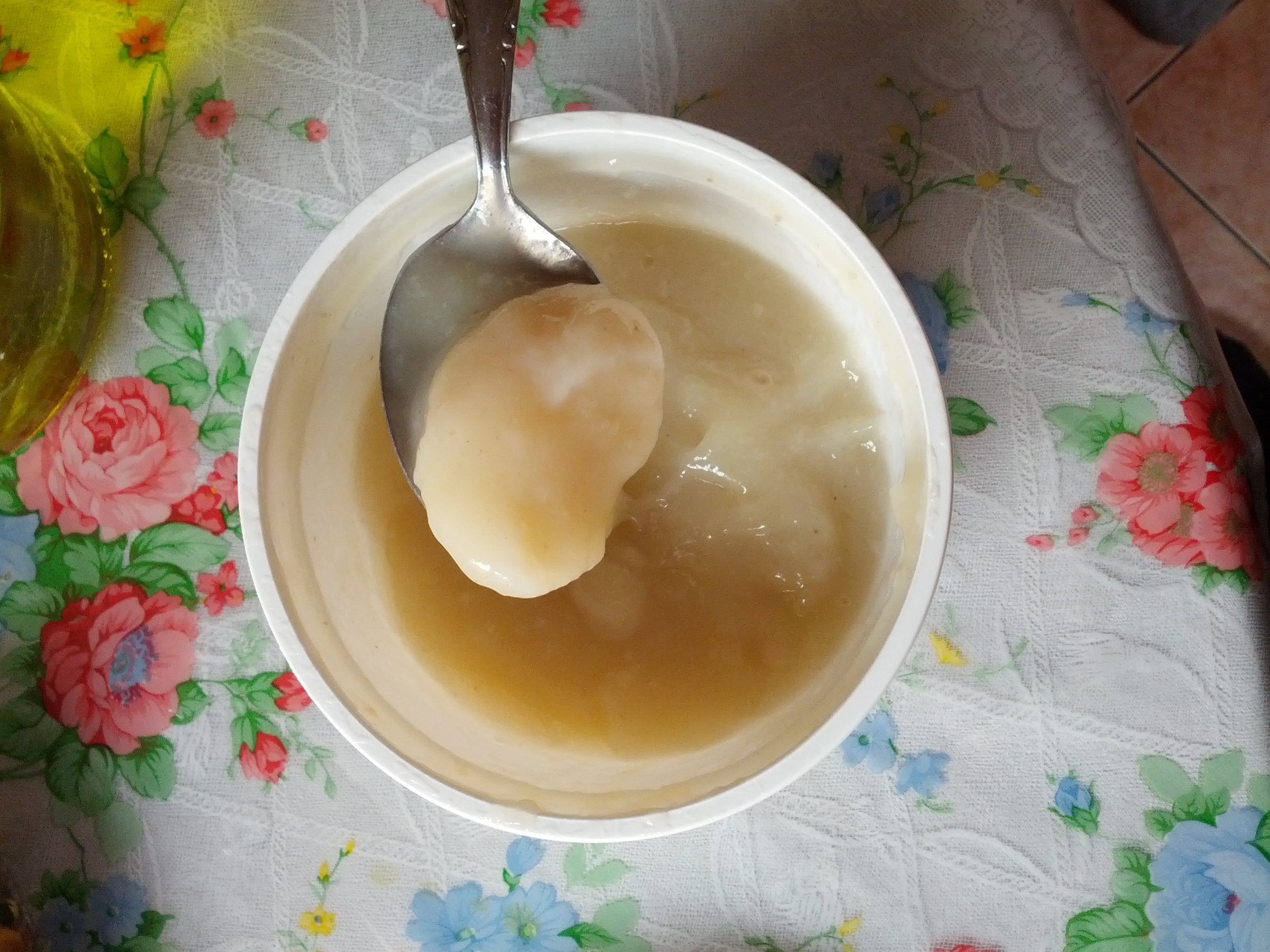
Tocosh

Los platos típicos más comunes de Huasahuasi son: puchero de coles; olluquito con Charqui; chupe de rábanos; sopa de olluco y de papa. El que acompaña a toda la comida es el rocoto molido que puede estar preparado con cebolla y chinche y en algunos casos que va entreverado con queso fresco cuando se va degustar solo con papas en una pachamancada. Además están los postres muy originarios de Huasahuasi como la mazamorra de Tocosh, caya y Chuño. El papapan o pan de papa es otro símbolo de la cocina huasahuasina, por último las bebidas como la chicha de jora.

## Símbolos

### Bandera y Escudo
La bandera huasahuasina posee dos colores, el color verde en columnas paralelas hace referencia al color de la hoja de la yerba de Incamuña que abunda en las alturas de cuyo distrito y el color blanco a la puna andina. Y en cuanto el escudo actual de tres campos, uno arriba y dos en el cimiento, la parte de arriba las líneas verticales representan las construcciones, los sitios arqueológicos  Purunmarca, Pardomicuna, Huanchán, etc. donde residieron los primeros habitantes conquistados por los taramas; en la parte inferior la parte en  geométrico cuadriculado representa a los andenes en las alturas de Pircas en chacras laderas y las líneas en horizontal del otro lado representan  a las lagunas y ríos que tiene Huasahuasi. Por último en la parte externa superior circular las puntas salientes, hace referencia al sol. 

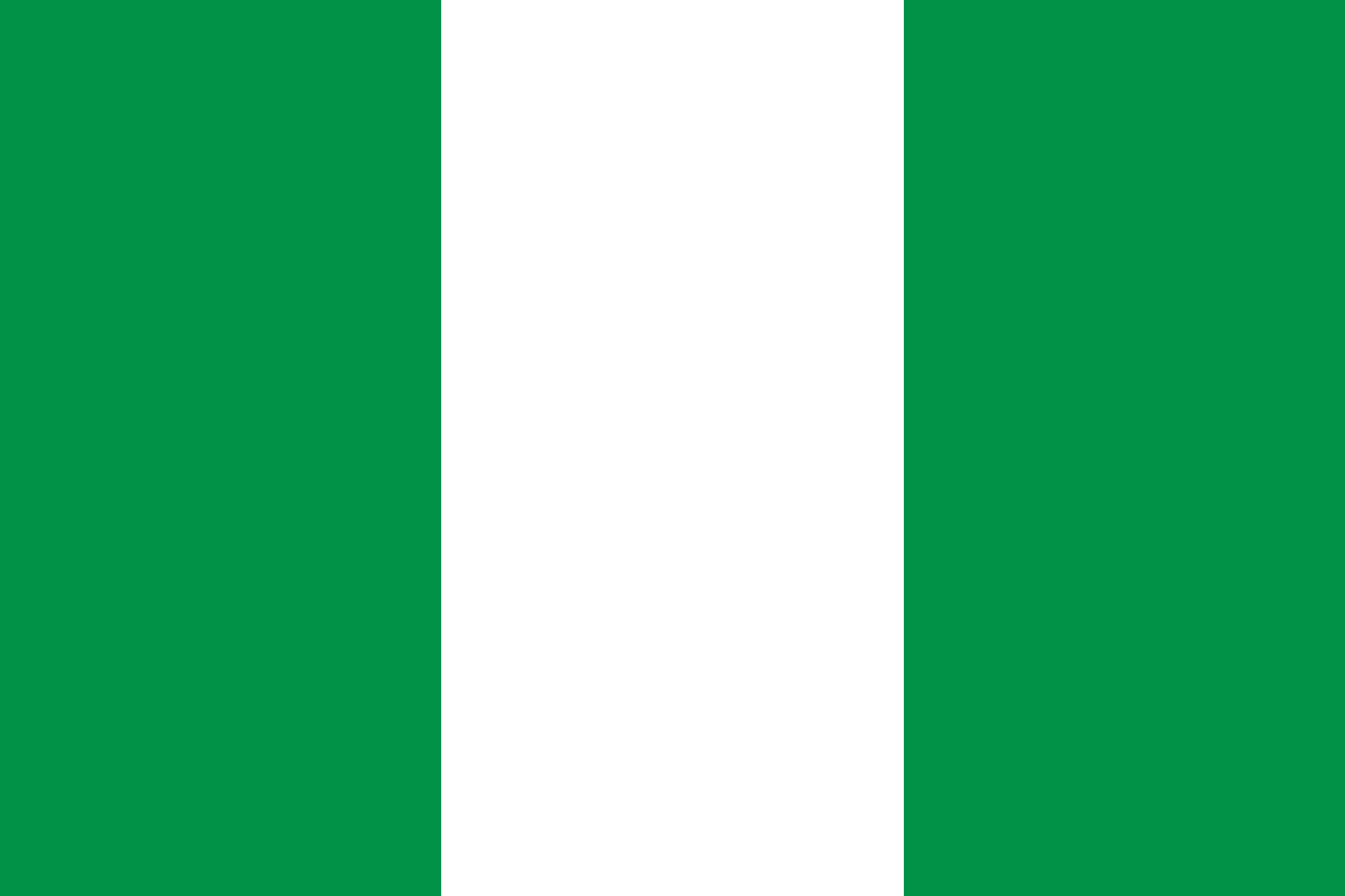
Bandera

Escudo 1912-2023 se dejó de usar por los errores: Huasahuasi fue superado por otra ciudad como capital semillera de papas y el otro error es en el lado izquierdo que no deben estar las puntas dobladas según el escudo de armas del Perú y su historia solo son dos las puntas caídas.

Escudo actual 2023-presente

## Deporte
La ciudad huasahuasina posee escenarios deportivos como el Estadio Municipal de Huasahuasi Héctor Chumpitaz dónde se llevan a cabo distintas actividades más allá del campeonato intercaseríos e interdistritales de fútbol. El escenario de futsal, vóley y básquet se realiza en el polideportivo municipal de Huasahuasi, y el coliseo de tauromaquia o plaza de toros es otro escenario deportivo, aunque ese deporte se dio de baja porque los pobladores no quisieron ver agonizar a los toros, además en lo que es el ciclismo las cumbres Huasahuasinas albergan el campeonato de ciclismo cada año.
Ciclismo: Actualmente está iniciando con una actividad ciclística para atraer el turismo internacional. La actividad turística Internacional de Ciclismo lo realizan en su localidad entre el 23 y 29 de junio con un recorrido entre Huasahuasi y sus anexos trepando los andes del Perú.
Futbol: Se practica ese deporte en ambas categorías, llamada Liga Distrital de Huasahuasi en el que cuentan con equipos de la misma capital del distrito, centros poblados y caseríos que, a su vez estos equipos que tengan buen porcentaje de puntos ascienden a la Primera División de la Liga Provincial de Tarma. 
Algunos de los clubes huasahuasinos:
| Clubes de fútbol de Huasahuasi | Clubes de fútbol de Huasahuasi | Clubes de fútbol de Huasahuasi                   | Clubes de fútbol de Huasahuasi |
| N.º                            | Equipo                         | Estadio                                          | Liga                           |
| ------------------------------ | ------------------------------ | ------------------------------------------------ | ------------------------------ |
| 1                              | Alianza Malambo                | Estadio Municipal Héctor Chumpitaz de Huasahuasi | Liga Provincial de Tarma       |
| 2                              | Deportivo Llanco               | Estadio Municipal Héctor Chumpitaz de Huasahuasi | Liga Provincial de Tarma       |
| 3                              | Deportivo Punray               | Estadio Tiambra                                  | Liga Distrital de Huasahuasi   |
| 4                              | FC Tiambra                     | Estadio Tiambra                                  | Liga Distrital de Huasahuasi   |

| Liga disrital de futbol de Huasahuasi | Liga disrital de futbol de Huasahuasi | Liga disrital de futbol de Huasahuasi |
| Año                                   | Campeón                               | Subcampeón                            |
| ------------------------------------- | ------------------------------------- | ------------------------------------- |
| 2016                                  | Deportivo Municipal (Hsi)             | Lucero de Chiras                      |
| 2017                                  | Alianza Malambo                       |                                       |
| 2018                                  |                                       |                                       |
| 2019                                  |                                       |                                       |
| 2020                                  |                                       |                                       |
| 2021                                  |                                       |                                       |
| 2022                                  |                                       |                                       |
| 2023                                  | Alianza Malambo                       | Deportivo Llanco                      |
| 2024                                  | Deportivo Llanco                      | Deportivo Municipal (H)               |
| 2025                                  | Deportivo Punray                      | Deportivo Llanco                      |

Vóley: Se lleva a cabo entre las distintos centros poblados, caseríos y anexos del distrito.  
Tauromaquia: A esa práctica los huasahuasinos lo consideran un deporte sangriento los derechos de los animales en esa ciudad también se hace presente.

## Medios de comunicación
| Medios audiovisuales | Medios audiovisuales | Medios audiovisuales |
| Emisoras | Televisión           | Internet             |
| --- | -------------------- | -------------------- |
| - Radio Estudio J 97.3 FM - Radio San Juan 102.9 FM - Radio Súper Onda Activa 101.3 FM - Radio Frecuencia Viva102.1 FM - Radio Estilo 96.7 FM - Radio Fiesta 103.7 FM | - San Juan TV        | - Andina             |

## Transporte

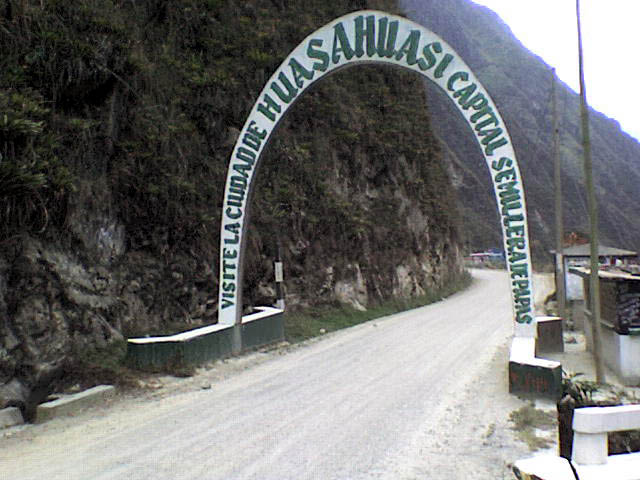
En 2008 ingreso a Huasahuasi por Huayaonioc, cerca a Carpapata Palca.

La carretera que conecta a Huasahuasi con la carretera central es desde el puente Huayaonioc y el recorrido hasta el distrito huasahuasino es de aproximadamente cuarenta minutos y desde Tarma es de una hora y quince minutos. El transporte público de esa ciudad es en su mayoría terrestre.
- Microbús
- Miniban
- Taxi
- Mototaxi
- Motocar
- Bicicleta
- Monopatín
- Skater

## Biodiversidad
Entre las especies de animales que habitan en el Distrito de Huasahuasi se encuentran los anfibios Pristimantis cruciocularis, Pristimantis pardalinus entre otros.

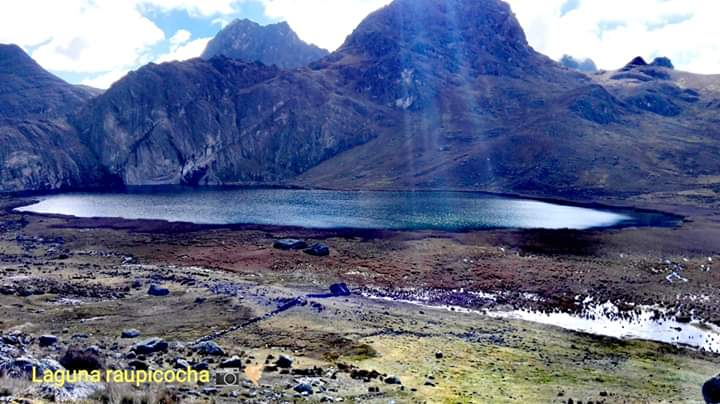
Laguna Mamancocha

## Huasahuasinos destacados
- Jorge Bazan, autor y editor, escribió muchos poemas y fundó la revista Huasahuasi, que tuvo varias ediciones.
- Alonso Amarillo, escritor que escribió el libro "Horas blancas" Rubor del alba pristinas, canto vesperal.
- Oscar Coronado, autor y aviador Huasahuasino, escribió el libro "Titanes de montaña"
- Efrain Martinez, autor huasahuasino que escribio la revista literaria "Ecos Huasahuasinos"
- Salvador Martinez, escribió el libro "Huasahuasi"
- Walter Carreño Medrano, fue pintor y promotor cultural en su natal Huasahuasi y Tarma, además fundó la casa de cultura de Tarma, nació en el caserío de Punray.
- Ana Orihuela, artista compositora de "La Joyita Huasahuasina"
- Sonia Hinostroza, artista y compositora huasahuasina.
- Abelardo Huamán, artista y compositor huasahuasino, autor de "El Gañan del centro"
- Cirilo Aranda, artista quién compuso "Shushuli"
- Flor Curisinche, artista y compositora, autora de "la tunantera de Oro"
- Teobaldino Agüero, músico, compositor y fundador a cargo de la orquesta "Corazón Huasahuasi".
- Abraham Arzapalo, músico, compositor y fundador a cargo de la orquesta "los campesinos de Huasahuasi"
- Oscar Cajahuaringa Carhuamaca músico y compositor del Himno a Huasahuasi, fundador de la "Banda Mi  Huasahuasi".
- Guillermo Ticze, artista huasahuasino.
- Edilberto Sanchez, artista huasahuasino.
- David Pando, artista huasahuasino.
- Daniel Ramos.- compositor y cantante de la música Santiago o más conocido como Taitasanti huasahuasino.
- ÉliDA Morales.- cantante del folklore huasahuasino.
- Edgard Capcha.- político y abogado, exalcalde de Huasahuasi.
- Yenny Isidro.- cantante de huayno huasahuasino.